# Pseudagrostistachys ugandensis
Pseudagrostistachys ugandensis là một loài thực vật có hoa trong họ Đại kích. Loài này được (Hutch.) Pax & K.Hoffm. miêu tả khoa học đầu tiên năm 1924.